# 용지면
용지면(龍池面)은 대한민국의 전북특별자치도 김제시에 설치된 면이다.

## 개요
용지면은 최적의 기온과 땅심으로 농업을 하기에는 전국에서 최적지로 손꼽히고 있는 곳이다. 이와 같은 천연자원을 바탕으로 품질좋은 무공해 농산물 생산을 위하여 친환경 농업을 지향하고 있다.
이곳에서 생산되는 주요 농산물로는 용지 황토포도, 황토감자, 황토고구마, 황토배, 황토인삼, 황토사과, 그리고 전라북도 축산의 메카라고 불리고 있는 곳이기에 양계, 양돈의 산지이기도 하다. 그밖에도 쌀, 고추, 상추, 무, 배추 등 다양한 종류의 신토불이 농산물이 사계절 생산되고 있다.

## 행정 구역
- 구암리
- 반교리
- 봉의리
- 부교리
- 송산리
- 신정리
- 예촌리
- 와룡리
- 용수리
- 용암리
- 장신리
- 효정리

## 학교
- 용지초등학교 (구암리)
- 용동초등학교 (장신리)
- 비룡초등학교 (신정리)
- 용암초등학교 (폐교) - 황토로 386 (용암리)
- 용지중학교 (구암리)